# Orgona (hangszer)
- J. S. Bach: D-moll toccata és fúga – BWV 565

Nem tudod lejátszani a fájlt?
Az orgona összetett aerofon hangszer, hangját ajaksípok és nyelvsípok adják. A sípok egy vagy több, kézzel működtethető billentyűzettel – azaz manuállal – és legtöbbször egyetlen pedálsorral szólaltathatók meg. A sípok levegőellátásáról elektromos fújtatómotor gondoskodik.

## Az orgona szerkezete
Minden orgona önálló egyéniség, méreteiben, felépítésében, hangzásában egyedi. Léteznek hordozható, felállítható, portatív orgonák is. Ezek nagyjából bútor méretű hangszerek, de a hangversenytermi és templomi orgonák akár épületnyi monstrumok is lehetnek. Közös bennük az, hogy különböző nagyságú és hangolású sípok sorozatait tartalmazzák, melyek megszólaltatásához a levegőt az emberi tüdő helyett lábfújtató vagy elektromos kompresszor szolgáltatja, nyomását a tartályfúvó állandósítja. Az orgonában áramló, vagy a fújtató nyomása alatt álló levegőt szélnek nevezik. A sípok közvetlenül szélládákon állnak, ezek biztosítják a levegőellátásukat. A sípok megszólaltatása billentyűsorok – manuálok, pedál – illetve regiszterkapcsolók segítségével vezérelhető.

### Orgonaszekrény
Ez az orgona feltűnő, jól látható felépítménye, ebben található a hangszer hangot adó része, vagyis az orgonasípok, valamint az ezeket működtető szélládák és szeleprendszerek. Általában jól elkülöníthető egységekre, művekre (Werke) tagolódik. Ezek önálló, egy-egy billentyűsorról külön működtethető kisebb orgonák. Ezek az akusztikai térben való elhelyezkedésükben, illetve a bennük szereplő sípsorok hangzásában különböznek egymástól.
A legtöbb orgonán előforduló művek:
- Főmű (Hauptwerk, Grand Orgue, Great Organ): mint neve is mutatja, a legáltalánosabban használt mű, elsősorban a monumentális hangzást szolgálja. Francia orgonákon általában a legalsó billentyűsor, német orgonákon alulról a 2. segítségével szólaltatható meg (három vagy több manuál esetében).
- Pozitívmű (Positiv, Positif): általában külön kis előretolt szekrényben helyezik el, főképp szólisztikus szerepet kap.
- Mellmű (Brustwerk, Pectoral): a hangszer centrumában található, a finomabb, intimebb hangzás jellemző rá.
- Felsőmű (Oberwerk, Récit): az orgona legmagasabb pontján elhelyezett mű.
- Redőnymű (Schwellwerk, Expressif): nyitható-zárható redőnyszerű szerkezettel ellátott szekrénybe helyezett mű, amelynek dinamikája így folyamatosan változtatható. Az orgonista ezt külön pedállal szabályozza.
- Pedálmű (Pedalwerk, Pédale): a lábbal megszólaltatott, többnyire nagy méretű, mély hangolású sípsorokat tartalmazza, melyeket legtöbbször kétfelé osztva az orgona két szélén, úgynevezett basszustornyokban helyeznek el.

### Játszóasztal

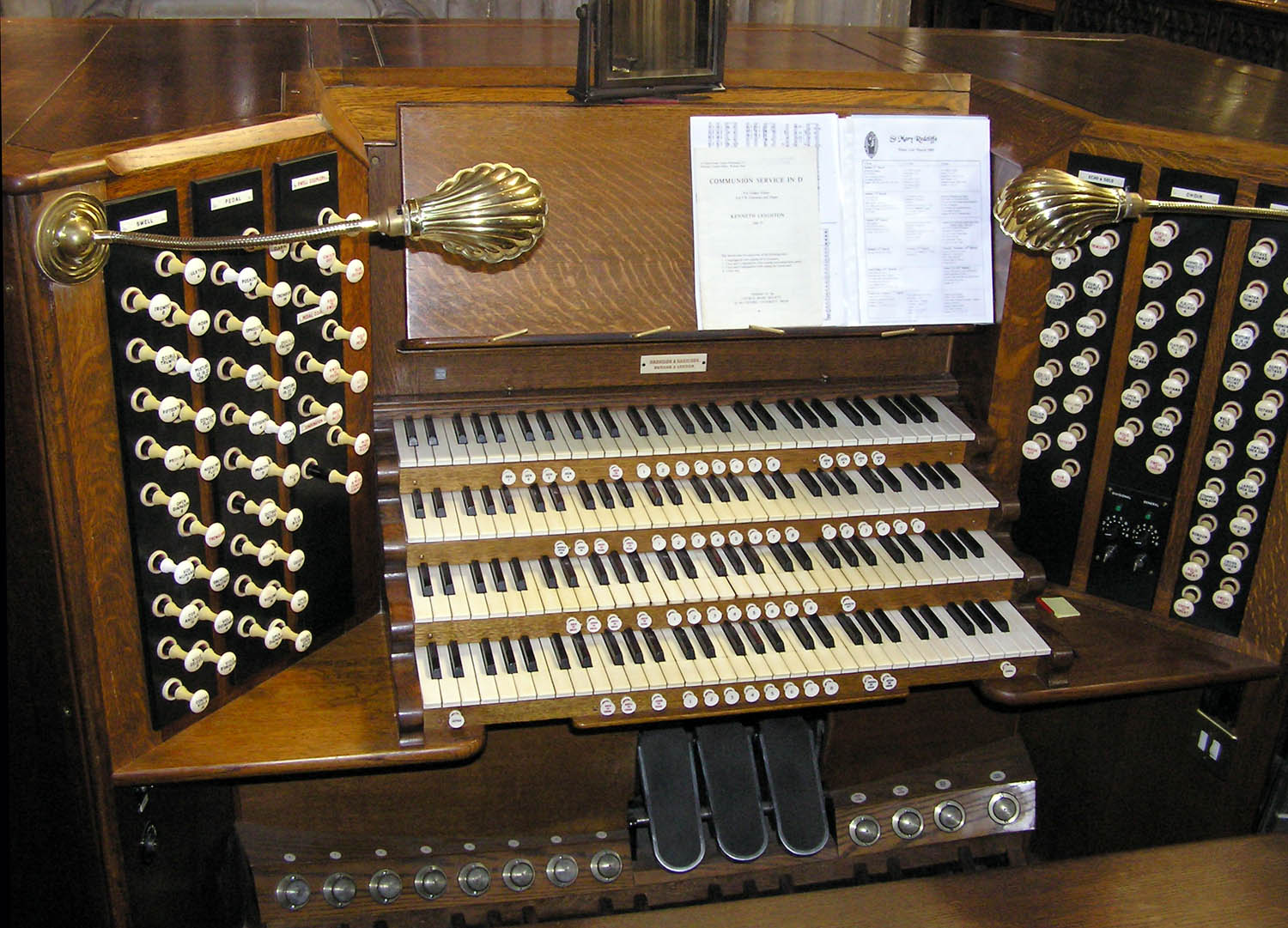
A Redcliffe-i (Bristol) Mária-plébániatemplom orgonájának játszóasztala. Négy manuál, pedál, 64 regiszter, 23 kopula. Épült: 1912-ben

A játszóasztalnál foglal helyet a zenész, az orgonista, innen kezeli a billentyűzeteket. Minden billentyű egy-egy hangot szólaltat meg. A kézzel játszható billentyűsorokat manuáloknak nevezzük, ezek egymás fölött lépcsőzetesen helyezkednek el, a lábbal működtetettet pedálnak, ez nagyobb méretű, hézagosan elhelyezett rudak sorozata. A manuálok száma egytől akár kilencig terjedhet. A manuálokat – az épületek emeleteihez hasonlóan – alulról felfelé számozzák.  Egy manuálnak általában 56–61 billentyűje van, a pedálnak 30–32.
Itt találhatóak még az egyes billentyűsorokhoz tartozó regiszterkapcsolók, amelyek segítségével az orgonista kiválasztja, melyik sípsorokat, ezek milyen kombinációit akarja megszólaltatni. A kopulák fizikai kapcsolatot létesítenek a különböző manuálok, illetve a manuál és a pedál megfelelő hangjai között: a kiválasztott mű sípsorai ezáltal egy másik művön is megszólalnak.

### Traktúra
Ez a játszóasztalt és az orgonaszekrényt összekötő szerkezet, mely továbbítja az információkat az egyiktől a másikig. A legrégebben alkalmazott traktúra  a mechanikus, itt a billentyűk közvetlenül szabályozzák a sípokat megszólaltató szelepeket. Az orgonisták ma is ezt kedvelik legjobban, mert közvetlen kontaktust tesz lehetővé ember és hangszere között. A 19. század folyamán az orgonakészítők többféle, a pusztán mechanikus traktúrától eltérő megoldással próbálkoztak, hogy az orgonajátékot könnyebbé, vagy a hangszert olcsóbbá tegyék (Barker-emelő, pneumatikus kúpláda stb.), de ezek nem váltották be a hozzájuk fűzött reményeket. Alternatív megoldásként napjainkban az elektromos traktúra terjedt el, amelynek legfontosabb előnye, hogy a játszóasztalt a hangszer többi részével csak egy kábelköteg köti össze, így az előbbi mozgathatóvá, áthelyezhetővé válik.

### Orgonasípok

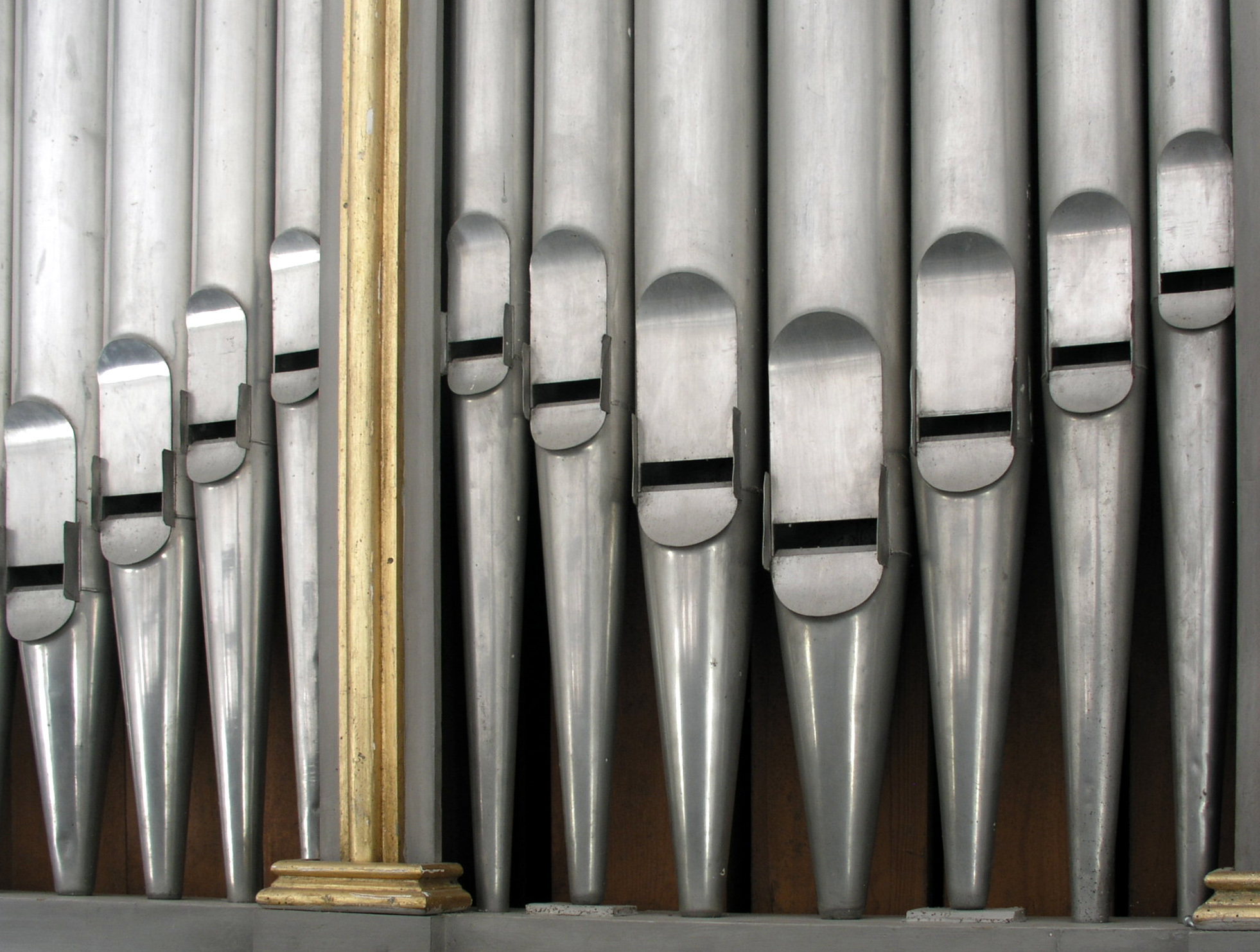
Fém ajaksípok (principál regiszter) egy orgona homlokzatán

Az orgonában elsősorban ajaksípok, kisebb számban nyelvsípok vannak. Az ajaksípok működése, felépítése a furulyához hasonló, de méretük néhány cm-től akár 10 méteresig terjedhet. A nyelvsípokban a légnyomás által megrezegtetett fémnyelvecske van, mint például a szájharmonikában. Ehhez tölcsérszerű rezonátor csatlakozik. Az ajaksípok készülhetnek fémből, vagy fából. A fémsípok ón és ólom ötvözetéből, némelyek rézből készülnek. Olcsóbb megoldásként horganylemezt is felhasználtak/felhasználnak a sípok gyártásához. Legtöbbször hengeres formájúak, de vannak ún. kónikus, felfelé szűkülő sípok is. Ezek hangja nazális jellegű. A fasípok lapokból vannak összeállítva, négyzetes hasáb formájúak. Az ajaksípok lehetnek nyitottak, vagy fedettek, az utóbbiak azonos geometriai méretek mellett egy oktávval mélyebb, és sötétebb tónusú hangot adnak. A fedett fém ajaksípok kupakja lehet zárt, vagy nyitott csőtoldalékkal ellátott, hangszínt módosító cilindrikus (hengeres) rátét, vagy felfelé csúcsosodó alakú, felül lyukas sapka. Ez utóbbiak a félfedett sípok. A kupak függőleges irányú mozdításával hangolható a síp a tervezett hangmagasságra. A fasípokat négyzetes, fel-le csúsztatható és rögzíthető fa hangolódugóval teszik fedetté.
A 8 lábas (8') síp az, mely a billentyűzeten a nagy C-billentyű lenyomásakor nagy C-hangot ad, és így tovább. A 4' egy oktávval, a 2 ²/3' egy oktávval és egy kvinttel, a 2' két oktávval magasabb stb. E sípok hangjai a természetes felhangsor alapján keverhetőek, új hangszínek hozhatók így létre.
A sípok menzúrája alatt hosszúságuk és átmérőjük viszonyát értjük. Léteznek bővebb menzúrájú sípok, ezek hangja teltebb, öblösebb, fuvolaszerű; a szűk menzúrájú, hosszúkás formájú sípok hangja élesebb, színesebb, a vonósokhoz hasonlítható.
Az egyforma jellegű, formájú, de különböző méretű, azonos hangszínű sípokból álló sípsort regiszternek nevezzük.

## Története

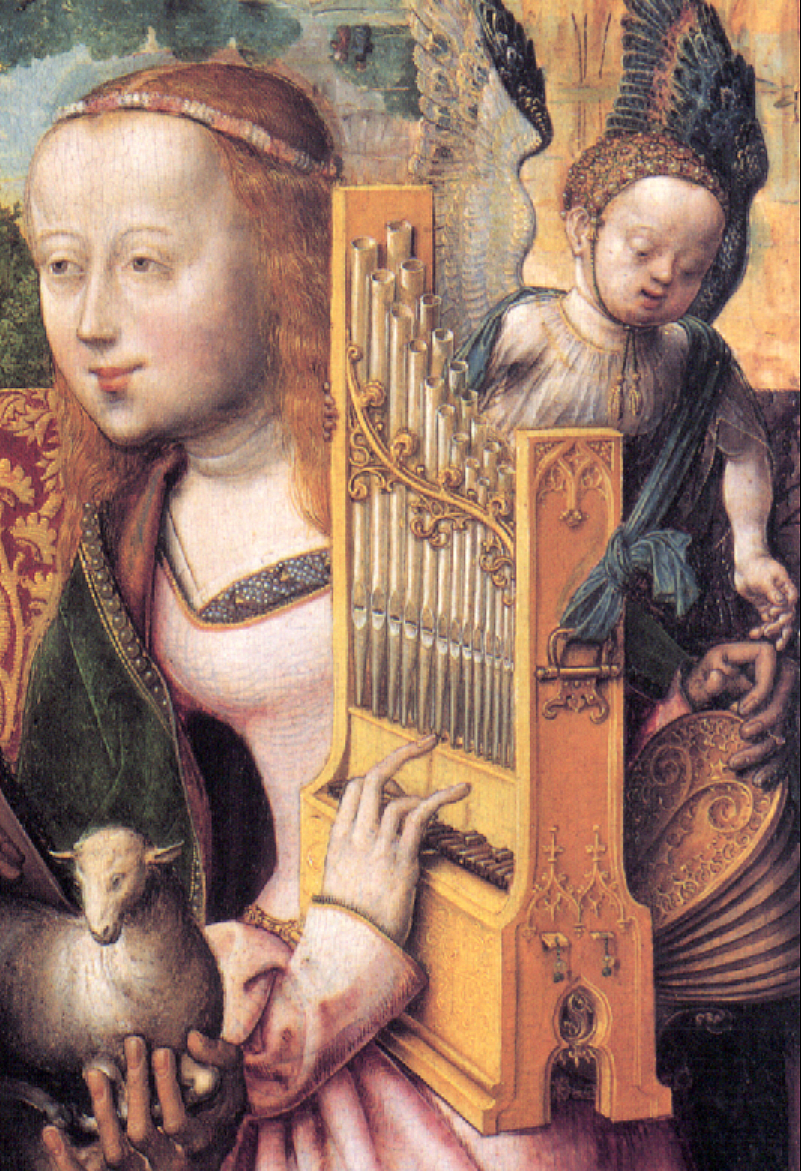
Hordozható, portatív orgona a Szent Bartholomeusz-oltárkép jobb oldalán (1500 körül, Müncheni Régi Képtár)

Az orgona előfutárai a pánsípok és a tömlővel ellátott dudák. Kínában és a Távol-Keleten létezik a fúvós hangszereknek egy sajátos fajtája, amelyet szájorgonának neveznek. Lényegük, hogy a sípoknak közös légkamrájuk van, melybe a játékos a levegőt fújja, és a sípokon lévő nyílás befogásakor megszólal az adott síp, akár több is egy időben, polifon játékot is lehetővé téve.
A legrégibb, valóban orgonának nevezhető hangszer az ókori víziorgona, a hidraulisz. A 4. századtól a víziorgona hidraulikus nyomáskiegyenlítő szerkezete helyett egyre inkább a tisztán pneumatikus rendszer került előtérbe. A 9. században kezdték az orgonát az egyházi zene céljaira használni, a 10. században készültek az első nagyobb, szekrény alakú orgonák. Az orgona méreteinek növekedésével a játék egyre nagyobb fizikai erőkifejtést igényelt, a billentyűzet sok esetben vaskos, nehezen mozdítható emeltyűk sora volt.
A pedálsort a 14. században alkalmazták először. A szélláda, a fújtató és a traktúra tökéletesítésével vált az orgona a szó valódi értelmében hangszerré, első fénykorát a barokkban élte. Ebben nagy szerepe volt a páratlan orgonista, Johann Sebastian Bach és a kiváló orgonaépítő, Gottfried Silbermann (1683–1753) együttműködésének.
A pneumatikus traktúra a 19. század elején, az elektromos a század végén terjedt el. Ezek a technikai megoldások lehetővé tették hatalmas méretű orgonák építését, amelyeket a zene romantikus korszaka igényelt.
Az orgona ma is jellemzően templomi hangszer, a kántor fő munkaeszköze.

### Templomi orgonák
Az 1400-as évek elejére a templomi orgonáknak két típusa alakult ki. Az első a karzaton álló úgynevezett Blockwerk orgona volt, mely méreténél fogva helyhez kötött hangszerként állt a templomok kórusán. A templomi orgonák első típusa volt ebben az időben a kóruson álló, helyhez
kötött Blockwerk orgona. Ez annyit jelentett, hogy az orgona sípsorait – regisztereit – nem lehetett regiszterhúzókkal regisztereire bontani. Ennek következménye az lett, hogy az orgona mindig ugyanakkora hangerővel és ugyanazzal a hangszínnel szólalt meg.
A második típus az ún. pozitívorgona, amelyet kis méretét tekintve oda lehetett állítani, ahol szükség volt rá. A római katolikus egyház a mai napig is alkalmaz ilyen típusú kis és középméretű orgonákat, melyeket „szentélyorgona” néven említ. E szentélyorgonák célja és rendeltetése volt a templomi fiú- és férfikórusokat kísérni; valamint a miséző pap egyszólamú gregorián ének dallama alá orgonapontokból álló kíséretet szolgáltatni. Ezen túlmenően egy-egy kolostorban a szerzetesek zsolozsmája alá is a szentélyorgona szolgáltatott kíséretet.
Szintén a 15. században, de annak az első fele táján az orgonaépítő szerzetesek felnyalábolták a szentélyorgonát, sípanyagát és orgonaszekrényét beépítették a kórus mellvédjébe, billentyűzetét a Blockwerk orgona klaviatúrája alá szerelték, s a mechanikát a padló alatt vezették el a klaviatúra alá. Tették mindezt annak érdekében, hogy az orgonistát megkíméljék a misék közbeni orgonától orgonáig tartó vándorlástól. Így tulajdonképpen megszületett a többmanuálos orgona, amely aztán a reneszánszon keresztül a barokk korig iránymutató lett az orgonaépítészetben.

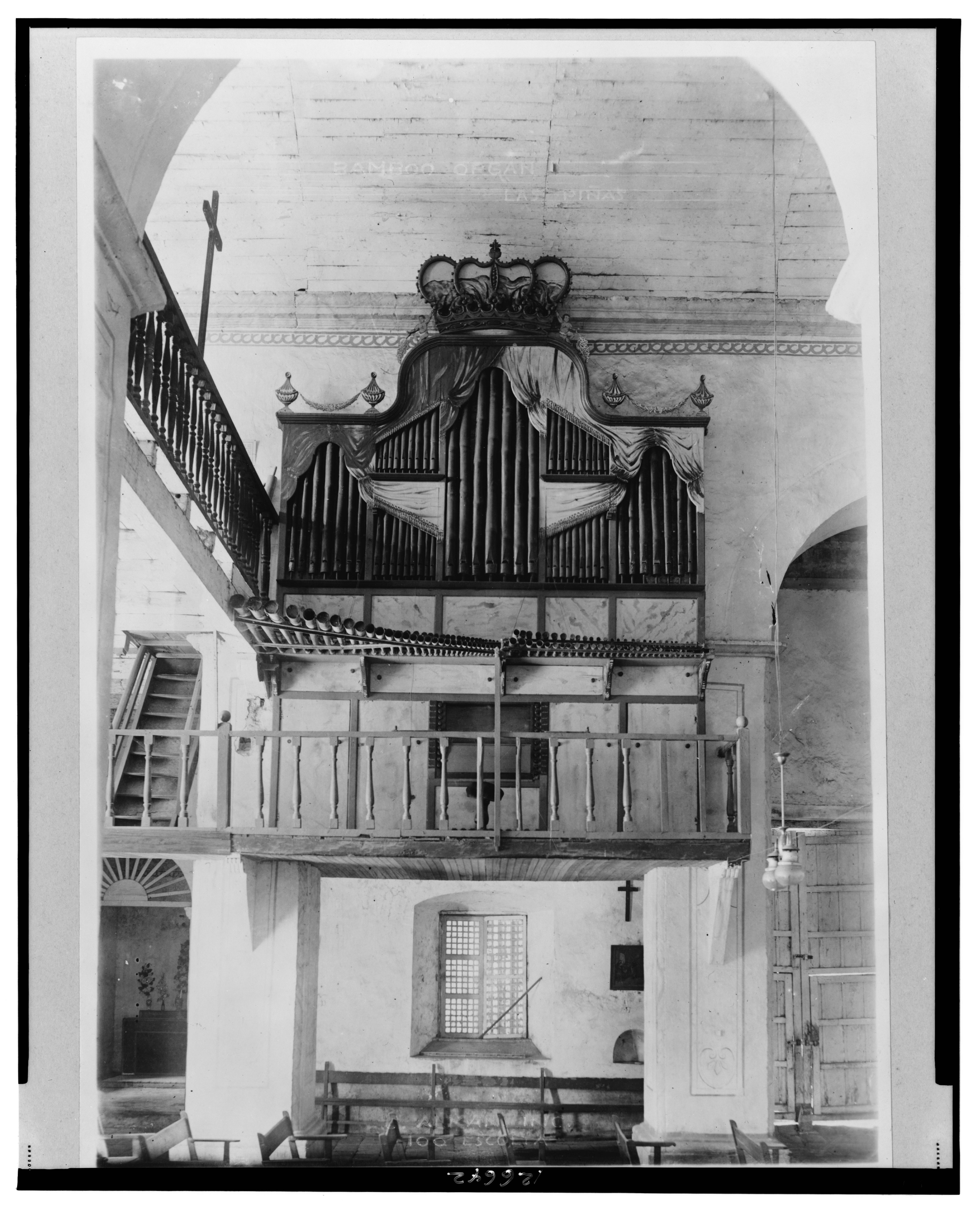
A világon egyedülálló Fülöp-szigeteki bambuszorgona 1824-ből

Az „Orgonaszekrény” című fejezetben elsősorban a német barokk orgona jellemzői vannak leírva. Az olasz barokk orgona némileg kisebb volt az észak-német orgonánál, s nem alkalmazott többsoros mixtúrát. Viszont általában véve több volt a fuvola és a födött regiszter. Az olaszok a többsoros mixtúrákat és cimbeleket soronként szétbontották, s úgy építették orgonáikba. Éppen ezért nem ritkák az 1/2' – 1/3' – 1/4' magas regiszterek. Pedáljaik javarészt függesztettek voltak, vagy ha kaptak is regisztert, azok egy-két 16' vagy 8' magas regiszter volt; s maga a pedáljáték is csak orgonapontok tartására volt használatos.
A dél-német barokk orgonák valahol félúton vannak az észak-német és az olasz orgonák között. Sok közös vonásuk van; így a fuvolák és a födött regiszterek viszonylagosan nagyobb száma a principálokhoz képest, valamint a szétbontott mixtúrák.
A francia barokk orgona sokban hasonlított az észak-német orgonákhoz, csak sokkal több nyelvregiszterrel. A 15. és a 17. század között általában kétmanuálosak voltak a francia orgonák. Az I. manuálon teljesen kiépített principálkar volt elhelyezve, valamint a bőméretű fuvolakar is itt volt. A II. manuál karcsúbb hangzással rendelkezett, de itt is megtalálható hiánytalanul a principálkar. A pedál kevés 8' magas regiszterrel volt csak ellátva. Ezen felül minden műre erős, érces hangú nyelvregisztereket helyeztek. 1750 tájára kialakult a négymanuálos orgona, melyen a főmű és a pozitívmű a sok principállal, mixtúrával és nyelvregiszterrel egymás ellenpontjai voltak; valamint a Récithez tartozott egy trombita és egy kornett; az Echowerkhez pedig olyan regiszterek tartoztak, amelyek szólódallamok játszására tették alkalmassá.
A spanyol barokk orgonaépítészet hasonlít a franciához, ami a monumentalitást illeti. A spanyolok a 17. század második felétől kezdik alkalmazni a vízszintes trombitákat tekintettel arra, hogy azok a szűkös orgonaházakban már nem fértek el.

## Híres orgonák
Lásd még: Kategória: Magyarország orgonái

### Hangversenyteremben
- A Nemzeti Hangversenyterem orgonája
- Zeneakadémia – Nagyterem (Budapest)

### Templomban
- Európában a harmadik legnagyobb orgona, egyúttal Magyarország legnagyobb templomi orgonája a szegedi dómban van.
- A Mátyás-templom orgonája
- A párizsi Notre-Dame nagyorgonája
- Az esztergomi bazilika orgonája
- A tihanyi bencés apátság orgonája
- A zirci apátság orgonája
- A Pannonhalmi Bencés Főapátság orgonája
- A Dohány utcai zsinagóga orgonája

### Múzeumban
- Mezőkövesden orgonamúzeum létrehozását tervezik a régi Jézus Szíve-kápolnában.
- Az aquincumi víziorgona rekonstrukciója

## Orgonaművészek
- Lásd Orgonaművészek listája és Magyar orgonisták listája.

## Híres orgonakészítők
- Arp Schnitger (1648–1719)
- Gottfried Silbermann (1683–1753)

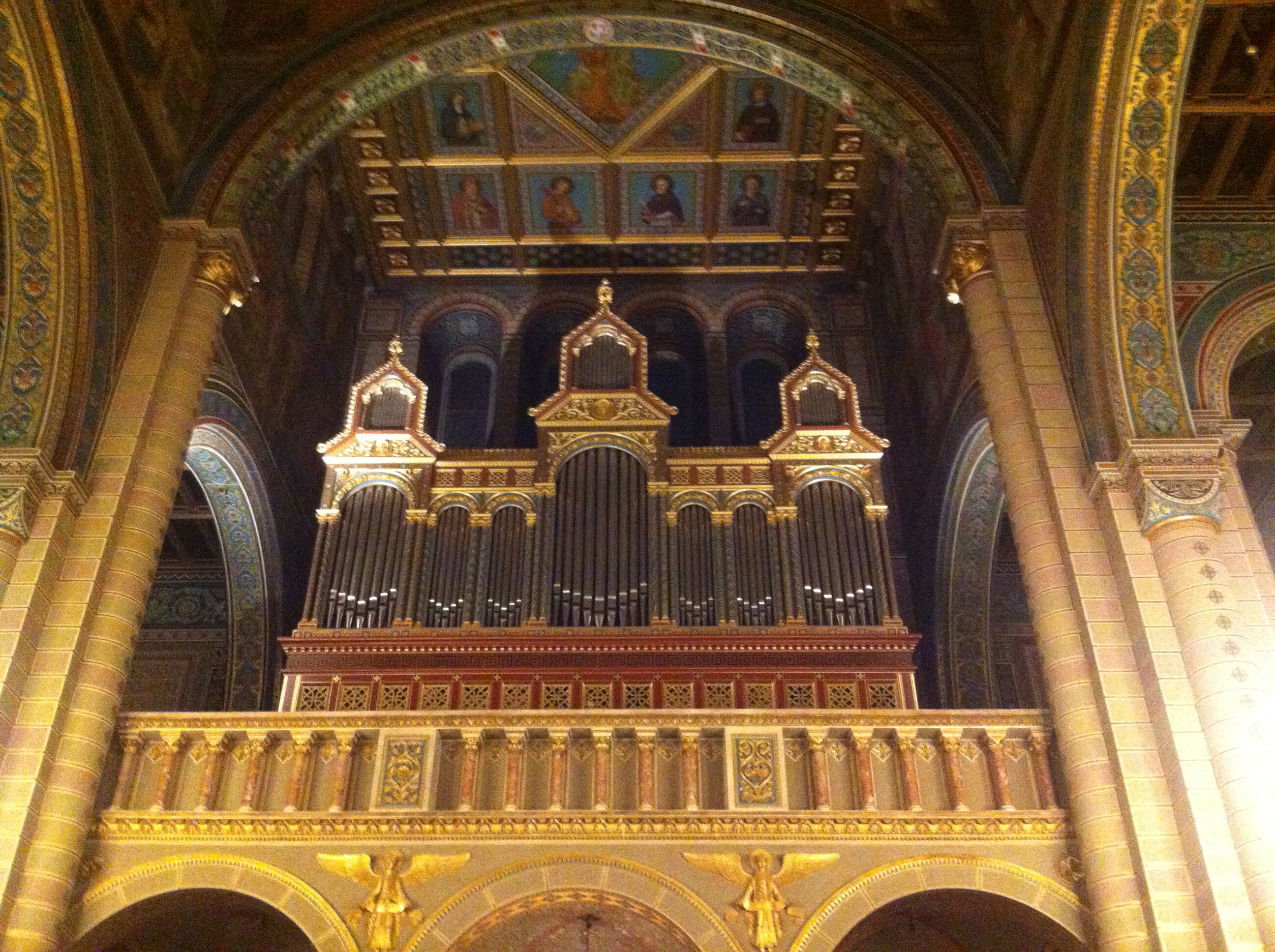
A Pécsi Székesegyház orgonája (készült a pécsi Angster-gyárban)

- François-Henri Clicquot (1732–1790)
- Aristide Cavaillé-Coll (1811–1899)
- Friedrich Ladegast (1818–1905)
- Wilhelm Sauer (1831–1916)
- Angster József (1834–1918)